# Épitomé de Julien
L'Épitomé de Julien (en latin : Epitome Iuliani) est un épitomé en latin de 124 Novelles de l'empereur Justinien (en fait 122, car il y a deux doublets), réalisé en 556/557 à Constantinople, et qui a joué un rôle important dans le droit de l'Europe occidentale jusqu'au XIIe siècle.

## Histoire
Julien, auteur de l'Épitomé, était un antecessor, c'est-à-dire un professeur de droit. Les Novellæ constitutiones (Νεαραὶ διατάξεις), lois promulguées par Justinien après 534 (année de l'édition définitive du Corpus juris civilis) étaient rédigées en grec. Mais les entreprises de reconquête ordonnées par l'empereur rattachèrent à l'Empire des pays de tradition latine (la province d'Afrique en 534, l'Italie entièrement reconquise en 553). Par la Pragmatique Sanction du 13 août 554, Justinien réérigea l'Italie en préfecture et y étendit la validité du Corpus juris civilis de 534 et des Novelles. Il fallait donc que les étudiants en droit venant d'Italie ou d'Afrique aient accès aux Novelles dans leur langue. On a conservé un matériel de cours de l'année 556/57 destiné à cet effet :
- d'une part une sélection de 134 novelles traduites en latin mot à mot (κατὰ πόδας) depuis le grec (sauf un petit nombre promulguées en latin car concernant spécifiquement les provinces occidentales), due à un antecessor anonyme ;
- d'autre part les sommaires en latin de 122 novelles (support d'enseignement appelé « index »), correspondant au cours de Julien.

Il faut d'ailleurs remarquer que les deux sélections, représentant deux cours différents, ne se recoupent pas entièrement.
L'Épitomé de Julien, emporté en Italie par les étudiants, est devenu dans les siècles suivants la forme sous laquelle fut principalement connu en Italie et en Gaule le corpus des Novelles de Justinien. Il figure, ou est exploité, dans diverses collections juridiques occidentales jusqu'au Xe siècle. Au VIIe  ou au VIIIe siècle, sans doute en Gaule, on en tira une Summa de ordine ecclesiastico, sélection de passages concernant le clergé.
L'Épitomé est généralement découpé, non selon les 124 textes de constitution, mais selon leurs paragraphes (de 1 à 564). Il a été transmis avec des appendices dont on ne sait s'ils sont de Julien lui-même : d'une part (appendice A) un ensemble de scholies et un sommaire de la Pragmatique Sanction de 554 ; d'autre part (appendice B) les sommaires de trois novelles (134, 121, 138), deux brefs traités intitulés le Dictatum de consulariis (sorte d'aide-mémoire pour la pratique d'un juriste, peut-être notes d'étudiant, au nombre de 31) et la Collectio de tutoribus, les paratitla (c'est-à-dire un index avec des références à d'autres sources juridiques) et une table des matières.
À la fin du XIe siècle, on redécouvrit en Italie les textes intégraux du Corpus juris civilis (grâce notamment à Pépon et à Irnerius, qui fonda la première école de droit romain de Bologne vers 1090). On retrouva alors l'autre collection de novelles en latin établie en 556/57, celle dont les textes sont des traductions mot à mot, que par opposition à l'Épitomé on appela l' Authenticum (ou les Leges authenticæ). L' Épitomé de Julien disparut alors de l'usage.

## Édition
- Gustav Hänel (éd.), Epitome Latina novellarum Justiniani, Leipzig, Hinrich, 1873.